# Nicola Franceschina
Nicola Franceschina (ur. 26 maja 1977 w Bormio) – włoski łyżwiarz szybki specjalizujący się w short tracku, srebrny medalista igrzysk olimpijskich, multimedalista mistrzostw świata i Europy.
Trzykrotnie uczestniczył w zimowych igrzyskach olimpijskich. Podczas igrzysk w Nagano zajął czwarte miejsce w biegu sztafetowym. Podczas kolejnych zimowych igrzysk, w 2002 roku w Salt Lake City, zdobył srebrny medal olimpijski w sztafecie (wraz z nim wystąpili Maurizio Carnino, Michele Antonioli, Fabio Carta i Nicola Rodigari) i był dwunasty w biegu na 500 m. W 2006 roku na igrzyskach w Turynie zajął czwarte miejsce w sztafecie.
W latach 1997–2004 zdobył trzy brązowe medale w biegach sztafetowych podczas mistrzostw świata, w latach 1996–2005 cztery medale drużynowych mistrzostw świata (jeden srebrny i trzy brązowe), w latach 1998–2006 dwadzieścia pięć medali mistrzostw Europy (siedem złotych, siedem srebrnych i jedenaście brązowych), a w latach 1997–2003 sześć medali zimowej uniwersjady (dwa złote, dwa srebrne i dwa brązowe).